# Garfield Goes Hollywood
Garfield Goes Hollywood is de zevende halfuur durende tv-special gebaseerd op de strip Garfield. De special verscheen in 1987 en is tegenwoordig beschikbaar op de Garfield: Travel Adventures dvd.

## Samenvatting
Garfield en Odie zijn ervan overtuigd dat hun zelfbedachte dansnummer (uitgevoerd als onderdeel van Garfields optreden op de schutting) niet te verslaan is. Jon gelooft dit ook en geeft Garfield en Odie op voor het programma Pet Search, een soort Star Search voor huisdieren. Ze treden hier in de stijl van Elvis Presley op als het trio “Johnny Bop and the Two-Steps” (hoewel Garfield en Odie Jon niet wilden betrekken in hun optreden). Garfield voelt zich belachelijk omdat ze allemaal Elvis kostuums moeten dragen.
Ondanks de vernederende kostuums winnen ze tot hun grote verbazing de wedstrijd (eigenlijk niet zo verwonderlijk, want de andere optredens waren enorm slecht). Dit houdt in dat ze naar Hollywood zullen gaan voor de landelijke finale. Eenmaal in Hollywood worden Garfield en Odie nerveus dat hun optreden toch niet goed genoeg zal zijn voor de eerste prijs, dus vernielen ze Jons gitaar wanneer hij even niet kijkt. Dit stelt Garfield en Odie in staat met een beter optreden te komen. In de finale treden de twee op als een tango duo. Helaas gaat de eerste prijs naar een opera zingende kat. Ze krijgen wel de tweede prijs: een boot.

## Liedjes inGarfield Goes Hollywood
- "They Love Us" door Lou Rawls
- "The Wizard of Love" door Thom Huge en Desirée Goyette
- "Hollywood Feels So Good" door Lou Rawls
- "Desiree's Meow Solo" door Desirée Goyette